# Iker Lecuona
Iker Lecuona Gascón (Valencia, 6 januari 2000) is een Spaans motorcoureur.

## Carrière
In 2015 begon Lecuona te rijden in het Spaanse Moto2-kampioenschap. Op een Suter kwam hij uit in de raceweekenden op het Circuito de Navarra en het Circuit Ricardo Tormo Valencia, waarbij hij op Navarra met een achtste plaats zijn beste klassering behaalde. In 2016 bleef hij in deze klasse rijden op een Kalex; vanaf het tweede raceweekend op het Motorland Aragón nam hij deel aan elke race, waarin drie vijfde plaatsen zijn beste finishes waren. Met 79 punten werd hij zesde in het kampioenschap. Dat jaar maakte hij ook zijn debuut in de Moto2-klasse van het wereldkampioenschap wegrace op een Kalex voor het team CarXpert Interwetten als vervanger van de geblesseerde Dominique Aegerter. Oorspronkelijk zou hij enkel deelnemen aan de races in Groot-Brittannië en San Marino, maar nadat Aegerter korte tijd later bij het team werd ontslagen, mocht Lecuona het seizoen afmaken. Met een negentiende plaats in zijn debuutrace als beste klassering eindigde hij het seizoen zonder punten.
In 2017 maakte Lecuona zijn fulltime debuut in het wereldkampioenschap Moto2 bij Interwetten, maar moest hij de eerste drie races overslaan vanwege een blessure die hij opliep tijdens een crash bij een test voorafgaand aan het seizoen. Vanwege een nieuwe crash tijdens de Grand Prix van Frankrijk moest hij nog twee races missen. In de voorlaatste race in Maleisië scoorde hij zijn enige twee punten van het seizoen met een veertiende plaats in de race, waardoor hij op plaats 35 in het klassement eindigde.
In 2018 bleef Lecuona rijden bij Interwetten, dat de naam inmiddels had veranderd naar Swiss Innovative Investors. Het team stapte in dat seizoen over naar motoren van KTM. De resultaten van Lecuona verbeterden flink in dit jaar: in slechts drie races waarin hij de finish haalde, scoorde hij geen punten, en hij eindigde zeven keer in de top 10. Een tweede plaats in de seizoensfinale in Valencia betekende zijn eerste podiumfinish in het wereldkampioenschap. Met 80 punten werd hij twaalfde in de eindstand.
In 2019 stapte Lecuona binnen de Moto2 over naar het team American Racing, waarin hij opnieuw op een KTM uitkwam. Opnieuw scoorde hij regelmatig punten en eindigde in negen races in de top 10, waarbij een derde plaats in Thailand zijn enige podiumfinish was. Met 90 punten werd hij opnieuw twaalfde in het eindklassement. In de seizoensfinale in Valencia maakte hij zijn debuut in de MotoGP-klasse voor het team Red Bull KTM Tech 3 als vervanger van de geblesseerde Miguel Oliveira. Hij lag op koers om punten te scoren, voordat hij in de veertiende ronde crashte.
In 2020 maakt Lecuona zijn fulltime MotoGP-debuut voor Red Bull KTM Tech 3 als teamgenoot van Oliveira.

## Statistieken

### Grand Prix

#### Per seizoen
| Seizoen | Klasse | Motor  | Team                       | Races | Winst | Podiums | Poles | SR | Ptn | Pos |
| ------- | ------ | ------ | -------------------------- | ----- | ----- | ------- | ----- | -- | --- | --- |
| 2016    | Moto2  | Kalex  | CarXpert Interwetten       | 6     | 0     | 0       | 0     | 0  | 0   | 36e |
| 2017    | Moto2  | Kalex  | Garage Plus Interwetten    | 13    | 0     | 0       | 0     | 0  | 2   | 35e |
| 2018    | Moto2  | KTM    | Swiss Innovative Investors | 18    | 0     | 1       | 0     | 0  | 80  | 12e |
| 2019    | Moto2  | KTM    | American Racing            | 18    | 0     | 1       | 0     | 0  | 90  | 12e |
| 2019    | MotoGP | KTM    | Red Bull KTM Tech3         | 1     | 0     | 0       | 0     | 0  | 0   | NC  |
| 2020    | MotoGP | KTM    | Red Bull KTM Tech3         | 11    | 0     | 0       | 0     | 0  | 27  | 20e |
| 2021    | MotoGP | KTM    | Tech3 KTM Factory Racing   | 18    | 0     | 0       | 0     | 0  | 39  | 20e |
| 2023    | MotoGP | Honda  | Repsol Honda Team          | 2     | 0     | 0       | 0     | 0  | 0   | 30e |
| 2023    | MotoGP | Honda  | LCR Honda Castrol          | 5     | 0     | 0       | 0     | 0  | 0   | 30e |
| Totaal  | Totaal | Totaal | Totaal                     | 92    | 0     | 2       | 0     | 0  | 238 |     |

#### Per klasse
| Klasse | Seizoenen       | 1e GP                 | 1e podium       | 1e winst        | Races | Winst | Podiums | Poles | SR | Ptn | Kampioen |
| ------ | --------------- | --------------------- | --------------- | --------------- | ----- | ----- | ------- | ----- | -- | --- | -------- |
| Moto2  | 2016-2019       | Groot-Brittannië 2016 | Valencia 2018   |                 | 55    | 0     | 2       | 0     | 0  | 172 | 0        |
| MotoGP | 2019-2021, 2023 | Valencia 2019         |                 |                 | 37    | 0     | 0       | 0     | 0  | 66  | 0        |
| Totaal | 2016-2021, 2023 | 2016-2021, 2023       | 2016-2021, 2023 | 2016-2021, 2023 | 92    | 0     | 2       | 0     | 0  | 238 | 0        |

#### Races per jaar
(vetgedrukt betekent pole positie; cursief betekent snelste ronde)
| Jaar | Klasse | Motor | 1       | 2       | 3       | 4       | 5       | 6       | 7       | 8       | 9       | 10     | 11     | 12      | 13      | 14      | 15      | 16      | 17      | 18      | 19      | 20  | Pos | Ptn |
| ---- | ------ | ----- | ------- | ------- | ------- | ------- | ------- | ------- | ------- | ------- | ------- | ------ | ------ | ------- | ------- | ------- | ------- | ------- | ------- | ------- | ------- | --- | --- | --- |
| 2016 | Moto2  | Kalex | QAT     | ARG     | AME     | SPA     | FRA     | ITA     | CAT     | NED     | DUI     | OOS    | TSJ    | GBR 19  | SMR 21  | ARA     | JPN DNF | AUS DNF | MAL 22  | VAL 24  |         |     | 36  | 0   |
| 2017 | Moto2  | Kalex | QAT     | ARG     | AME DNS | SPA DNF | FRA DNS | ITA     | CAT 24  | NED 23  | DUI 21  | TSJ 19 | OOS 21 | GBR DNF | SMR DNF | ARA 21  | JPN 17  | AUS 20  | MAL 14  | VAL 18  |         |     | 35  | 2   |
| 2018 | Moto2  | KTM   | QAT DNF | ARG 11  | AME 5   | SPA 9   | FRA DNF | ITA 13  | CAT 10  | NED 16  | DUI 19  | TSJ 13 | OOS 10 | GBR C   | SMR 19  | ARA 14  | THA 7   | JPN 8   | AUS DNF | MAL DNF | VAL 2   |     | 12  | 80  |
| 2019 | Moto2  | KTM   | QAT DNF | ARG 4   | AME DNF | SPA 10  | FRA 9   | ITA DNF | CAT DNF | NED 15  | DUI DNF | TSJ 10 | OOS 8  | GBR 11  | SMR 21  | ARA 7   | THA 3   | JPN DNF | AUS 7   | MAL 6   |         |     | 12  | 90  |
| 2019 | MotoGP | KTM   |         |         |         |         |         |         |         |         |         |        |        |         |         |         |         |         |         |         | VAL DNF |     | NC  | 0   |
| 2020 | MotoGP | KTM   | SPA DNF | AND DNF | TSJ DNF | OOS 9   | STI 10  | SMR 14  | EMI DNF | CAT 14  | FRA 15  | ARA 14 | TER 9  | EUR     | VAL WD  | POR     |         |         |         |         |         |     | 20  | 27  |
| 2021 | MotoGP | KTM   | QAT 17  | DOH DNF | POR 15  | SPA 17  | FRA 9   | ITA 11  | CAT DNF | DUI 17  | NED DNF | STI 15 | OOS 6  | GBR 7   | ARA 11  | SMR DNF | AME 16  | EMI DNF | ALG DNF | VAL 15  |         |     | 20  | 39  |
| 2023 | MotoGP | Honda | POR     | ARG     | AME     | SPA 16  | FRA     | ITA     | DUI     | NED DNF | GBR 17  | OOS 20 | CAT 16 | SMR     | IND     | JPN     | INA     | AUS     | THA     | MAL 16  | QAT DNF | VAL | 30  | 0   |